# Peter-Jan Wagemans
Peter-Jan Wagemans (født 7. september 1952 i Haag Holland) er en hollandsk komponist, organist og lærer.
Wagemans studerede komposition og orgel på Det Kongelige Musikkonservatorium i Haag. Han har skrevet 8 symfonier, orkesterværker, kammermusik etc. Han er lærer i musikteori og komposition på Musikkonservatoriet i Rotterdam. Wagemans er også stifter og leder af det Amsterdam baserede Symfoniorkester - Holland Symfonia.

## Udvalgte værker
- "Symfoni" (1972) - for orkester
- Symfoni nr. 1 "Musik 1" (1974) - for blæseorkester og slagtøj
- Symfoni nr. 2 "Musik 2" (1977 rev. 1979) - for orkester
- Symfoni nr. 3 "Musik 3" "Europa efter regnen" (1984 Rev. 1985) - for solister, kor og stort orkester
- Symfoni nr. 4 (1987) - for orkester
- Symfoni nr. 5 "Requiem" (1992) - for strygeorkester og slagtøj
- Symfoni nr. 6 ""Panthalassa" (1994) - for blæseorkester
- Symfoni nr. 7 (1998-1999) - for orkester
- "Legende" (2004-2006) - opera